# (3498) Belton
(3498) Belton (1981 EG14) – planetoida z grupy pasa głównego asteroid okrążająca Słońce w ciągu 3,62 lat w średniej odległości 2,36 j.a. Odkrył ją Schelte Bus 1 marca 1981 roku.